# Ogulnia egregia
Ogulnia egregia är en stekelart som beskrevs av Heinrich 1965. Ogulnia egregia ingår i släktet Ogulnia och familjen brokparasitsteklar. Inga underarter finns listade i Catalogue of Life.